# オオシロモンセセリ
オオシロモンセセリ（大白紋挵、 Udaspes folus）は、セセリチョウ科に属するチョウの一種。

## 概要
セセリチョウの仲間としては大きい。前翅先端は丸く、白斑がかなり大きい。似たような種もほかにいないため同定は容易。触角の形状などからクロセセリは本種と近縁とされる。
成虫は海岸沿いの林縁、草原など人の手がやや入る環境に生息し、密林や市街地にはいない。花や獣糞、腐果、湿地に来る。
幼虫の食草はショウガ科のゲットウ・ハナミョウガ・キョウオウ・アオノクマタケラン。成虫は3月から10月まで見られ多化性。越冬態は蛹（まれに幼虫）。

## 分布
奄美大島以南。日本国外では東洋区。